# Emiliano Zapata, La Paz
Emiliano Zapata är en stad i Mexiko, tillhörande La Paz kommun i delstaten Mexiko. Emiliano Zapata ligger i den centrala delen av landet och tillhör Mexico Citys storstadsområde. Staden, som är döpt efter den mexikanska ledaren Emiliano Zapata, hade 25 309 invånare vid folkmätningen 2010.